# ريلي هانتر
ريلي هانتر (بالإنجليزية: Rielle Hunter)‏ واسمها الحقيقي هو ليزا جو دروك (بالإنجليزية: Lisa Jo Druck)‏ هي ممثلة ومنتجة أمريكية سابقة ولدت في يوم 20 مارس 1964 في مدينة فورت لودرديل في فلوريدا. اشتهرت باخبار علاقتها مع السيناتور الأمريكي من الحزب الديمقراطي جون إدواردز في سنة 2008. ذكرت انها انجبت ابن منه، وكان ذلك اثناء مرض زوجة السيناتور. تلك الاخبار أدت إلى ضياع فرصة فوزه بالانتخابات الرئاسية التمهيدية للحزب الديمقراطي في تلك السنة.